# MBC歌謡大祭典
MBC歌謡大祭典（エムビーシーかようだいさいてん 朝鮮語: MBC 가요대제전）は、毎年大晦日に文化放送で放送されている韓国の音楽祭。

## 概要
1967年にMBC開局6周年記念番組『MBC10大歌手青白戦』として放送開始。当時は大晦日ではなく12月上旬にソウル市民会館（現：世宗文化会館）で開催されていた。1972年には放送終了直後に火災が発生し51人が死亡、ソウル市民会館が全焼したため会場を貞洞にあった文化体育館（MBC本社内）に移して継続した。
1974年から番組名を『MBC10大歌手歌謡祭』に改め、文化放送と京郷新聞の合併記念日である11月1日の前である10月最終土曜日に固定開催された。しかし1979年には開催直前に朴正煕暗殺事件の影響で12月31日に開催が延期され、現在に至っている。1987年は『'87MBC韓国歌謡大祭典』、1988年は『'88MBC歌謡大祭典』と改称したが、1989年にふたたび『MBC10大歌手歌謡祭』に戻す。1998年のみ『MBC歌謡祭典』。2005年に現在の名称になった。
2024年は同年12月29日に発生したチェジュ航空2216便事故に伴い、収録に変更した上で後日放送することを発表した。その後旧正月の2日間放送されることになった
会場は原則として一山新都市のMBCドリームセンターをメイン会場にしている。過去には蚕室室内体育館、KBS 88体育館、オリンピック体操競技場、奨忠体育館、蚕室学生体育館、光明スピードムで開催されていた。年越しには普信閣からの除夜の鐘を放送していた。

## 歴代大賞受賞者

### MBC10大歌手青白戦
| 年     | 受賞者           | 受賞曲                                      |
| ------ | ---------------- | ------------------------------------------- |
| 1966年 | チェ・ヒジュン   | 「下宿生（하숙생）                          |
| 1967年 | 李美子           | 「エレジーの女王（엘레지의 여왕）           |
| 1968年 | 李美子           | 「女の一生（여자의 일생）」                 |
| 1969年 | 李美子           | 「島の村の先生（섬마을 선생님）」           |
| 1970年 | パールシスターズ | 「あなた（님아）」                          |
| 1971年 | 南珍             | 「心がきれいでなければ（마음이 고와야지）」 |
| 1972年 | 南珍             | 「あなたと一緒に（님과 함께）               |
| 1973年 | 南珍             | 「君よ変わらないで（그대여 변치마오）       |

### MBC10大歌手歌謡祭
| 年     | 大賞受賞者       | 受賞曲                                        | 最高人気歌謡       | 受賞曲                                        |
| ------ | ---------------- | --------------------------------------------- | ------------------ | --------------------------------------------- |
| 1974年 | ハ・チュナ       | 「生まれて初めて（난생 처음）」               | イ・スミ           | 「私のそばにいて내곁에 있어주）」             |
| 1975年 | ソン・チャンシク | 「何故呼ぶのか（왜 불러）」                   | ソン・チャンシク   | 「何故呼ぶのか（왜 불러）」                   |
| 1976年 | ソン・デグァン   | 「太陽が昇る日（해뜰날）」                    | ソン・デグァン     | 「太陽が昇る日（해뜰날）」                    |
| 1977年 | ヘ・ウニ         | 「あなただけを愛してる（사랑만은 않겠어요）」 | ヘ・ウニ           | 「あなただけを愛してる（사랑만은 않겠어요）」 |
| 1978年 | チェ・ホン       | 「オドンイプ（앵두）」                        | ユン・スイル       | 「愛だけはしたくない（사랑만은 않겠어요）」   |
| 1979年 | ヘ・ウニ         | 「第3漢江橋（제3한강교）」                    |                    |                                               |
| 1980年 | チョー・ヨンピル | 「窓の外の女（창밖의 여자）」                 | チョー・ヨンピル   | 「窓の外の女（창밖의 여자）」                 |
| 1981年 | チョー・ヨンピル | 「赤とんぼ（고추잠자리）」                    | チョー・ヨンピル   | 「赤とんぼ（고추잠자리）」                    |
| 1982年 | イ・ヨン         | 「忘れられた季節（잊혀진 계절）」             | イ・ヨン           | 「忘れられた季節（잊혀진 계절）」             |
| 1983年 | チョー・ヨンピル | 「僕はお前が好き（나는 너 좋아）」            | チョー・ヨンピル   | 「僕はお前が好き（나는 너 좋아）」            |
| 1984年 | チョー・ヨンピル | 「友よ（친구여）」                            | イ・ソニ           | 「Jへ（J에게）」                              |
| 1985年 | チョー・ヨンピル | 「昨日、今日、そして（어제 오늘 그리고）」    | キム・ボムリョン   | 「風風風（바람 바람 바람）                    |
| 1986年 | チョー・ヨンピル | 「虚空（허공）」                              | チョー・ヨンピル   | 「虚空（허공）」                              |
| 1987年 | 歌謡祭形式で開催 |                                               |                    |                                               |
| 1988年 | チュ・ヒョンミ   | 「新沙洞のあの人（신사동 그 사람）」          | チュ・ヒョンミ     | 「新沙洞のあの人（신사동 그 사람）」          |
| 1989年 | チュ・ヒョンミ   | 「片思い（짝사랑）」                          | チュ・ヒョンミ     | 「片思い（짝사랑）」                          |
| 1990年 | ピョン・ジンソプ | 「希望事項（희망사항）」                      | チュ・ヒョンミ     | 「ちょっとだけ（잠깐만）」                    |
| 1991年 | ノ・サヨン       | 「出合い（만남）」                            | ノ・サヨン         | 「出合い（만남）」                            |
| 1992年 | 選定せず         |                                               | ソテジワアイドゥル | 「僕は知っている（난 알아요）」               |
| 1993年 | 歌謡祭形式で開催 |                                               | キム・スヒ         | 「愛慕 （애모）                               |
| 1994年 | 歌謡祭形式で開催 |                                               | キム・ゴンモ       | 「言い訳（핑계）」                            |
| 1995年 | 歌謡祭形式で開催 |                                               | ソテジワアイドゥル | 「カムバックホーム（컴백홈）                  |
| 1996年 | 歌謡祭形式で開催 |                                               |                    |                                               |
| 1997年 | 歌謡祭形式で開催 |                                               | H.O.T.             | 「幸福（행복）                                |

| 年     | 30歳未満の国民が選んだ最高人気歌手賞 | 30歳以上の国民が選んだ最高人気歌手賞 |
| ------ | ------------------------------------ | ------------------------------------ |
| 1998年 | H.O.T.                               | キム・ジョンフン                     |
| 1999年 | チョ・ソンモ                         | ソン・デグァン                       |
| 2000年 | チョ・ソンモ                         | テ・ジナ                             |
| 2001年 | god                                  | テ・ジナ                             |

| 年     | 最高人気歌手賞 | トロット最高人気賞 |
| ------ | -------------- | ------------------ |
| 2002年 | チャン・ナラ   |                    |
| 2003年 | イ・スヨン     | テ・ジナ           |
| 2004年 | イ・スヨン     | テ・ジナ           |

## 歴代10大歌手

### 1966年
| 最高人気歌手賞 - チェ・ヒジュン「下宿生（하숙생）」 | 10大歌手 - チェ・ヒジュン - ナム・イルヘ - ユ・ジュヨン - ウィキリ - チョン・ウォン - イ・ミジャ - ムン・ジュラン - イ・グムヒ - チェ・ヤンスク - ヒョンミ |

### 1967年
| 最高人気歌手賞 - イ・ミジャ「エレジーの女王（엘레지의 여왕）」 新人賞 - チャ・ジュンラク - チョン・フニ 特別賞 - パティ・キム | 10大歌手 - チェ・ヒジュン - 南珍 - ペ・ホ - ナム・イルヘ - ユ・ジュヨン - イ・ミジャ - ムン・ジュラン - キム・サンヒ - ヒョンミ - イ・グムヒ |

| 最高人気歌手賞 - イ・ミジャ「エレジーの女王（엘레지의 여왕）」 新人賞 - チャ・ジュンラク - チョン・フニ 特別賞 - パティ・キム | 10大歌手 - チェ・ヒジュン - 南珍 - ペ・ホ - ナム・イルヘ - ユ・ジュヨン - イ・ミジャ - ムン・ジュラン - キム・サンヒ - ヒョンミ - イ・グムヒ |